# Кузьмин, Сергей Николаевич
Сергей Николаевич Кузьмин (род. 1973) — российский деятель органов охраны общественного порядка, начальник МУРа, генерал-майор полиции.

## Биография
В 1994 начал службу младшим инспектором уголовного розыска специального отдела милиции при криминальной милиции ГУВД Москвы. С 2001 по декабрь 2012 служил на различных должностях в Управлении уголовного розыска по Москве. В октябре 2016 назначен на должность заместителя начальника Главного управления по контролю за оборотом наркотиков МВД России, также расследовал преступления, связанные с применением взрывчатки. 14 февраля 2018 назначен на должность начальника Московского уголовного розыска. Также является заместителем начальника столичной милиции. В феврале 2023 получил огнестрельное ранение при освобождении заложницы из цветочного магазина.

### Звания
- лейтенант милиции;
- полковник полиции.
- генерал-майор полиции (ноябрь 2017).[8]

### Награды
- ордена;
- медали;
- ведомственные награды.